# Хелицитет
Хелицитет представља пројекцију угаоног момента на правац кретања и може имати вредности +1 и -1. На тај начин, разликују се честице десног и левог хелицитета, у зависности од тога да ли се смерови кретања и спина поклапају (+1) или су супротно постављени (-1). Хелицитет се у оваквом значењу користи у областима које проучавају појединачни спин честице у кретању, као што је у атомској физици, у физици елементарних честица, у физици чврстог стања, итд.
Хелицитет неке честице се неће променити ако не дође до интеракције са другим честицама и због тога се каже да је хелицитет одржана величина слободне честице при кретању и да је хелицитет добар квантни број.

## Хиралност
Код безмасених честица, хелцитет је уско повезана са хиралношћу. Хиралност је особина датог система која одређује да ли се тај систем трансформише по десној или левој репрезентацији Поенкареове групе. Код безмасених честица појмови хелицитета и хиралности се поклапају, зато што се код безмасених честица смер спина исти, без обзира где се налази посматрач. Код честица које имају масу, појмови хелицитета и хиралности се разликују и није могуће успоставити директну повезаност.
Хиралност је преко репрезентације Поенкаерове групе дефинисана само у релативистичкој физици када се честице крећу брзинама упоредивим са брзинама светлости. Када се честице крећу много мањим брзинама, хиралност се дефинише као особина система који нису једнаки са својим ликом у огледалу. Симетрија која повезује ова два система је парност.